# Mario Strikers Charged Football
Mario Strikers Charged Football (in Nordamerika Mario Strikers Charged) ist ein Ableger der Super-Mario-Reihe, der von Next Level Games entwickelt und von Nintendo veröffentlicht wurde. Mario Strikers Charged Football ist der Nachfolger des Spiels Mario Smash Football. Es verfolgt wie auch sein Vorgänger ein ähnliches Spielprinzip wie Sega Soccer Slam, welches auf dem GameCube, der Xbox und der PlayStation 2 erschien. Es handelt sich nicht um ein ernstzunehmendes Sportspiel, sondern lässt wie sämtliche andere Mario-Sportspiele nur noch Grundzüge des eigentlichen Sports erkennen.
Es wurde auf der Games Convention 2006 angekündigt. Das Spiel bot als erstes Wii-Spiel in Europa die Möglichkeit von Online-Duellen über die Nintendo Wi-Fi Connection.

## Spielprinzip
Ein Team besteht aus fünf Spielern, zu denen drei Feldspieler, ein Kapitän und ein Torwart gehören. Es stehen sich immer 2 verschiedene Teams gegenüber, die beide versuchen, einen metallischen Fußball im Tor des Gegners unterzubringen. Dazu können zahlreiche Tricks genutzt werden, zu denen, analog zu den klassischen Mario Jump'n'runs, auch Angriffe auf den Gegner mit Schildkrötenpanzern, Bananenschalen, Kettenhunden und anderen Items gehören. Regeln für Seitenaus, Abseits usw. existieren nicht. Ein elektrisch geladener Zaun fungiert als Bande und verhindert ein Seitenaus. Wird ein Spieler durch ein Tackling in diesen reingeworfen, so ist dieser für kurze Zeit benommen. Fouls werden mit Items für den Gegner bestraft. Es existiert auch keine übliche Verlängerung. Bei Gleichstand wird das Spiel nach der Golden-Goal-Regelung entschieden.

### Steuerung
Im Gegensatz zu vielen anderen Spielen für Nintendos Wii wurde bei Mario Strikers Charged Football weitestgehend auf den Einsatz von Bewegungssteuerung verzichtet. Lediglich drei verschiedene Aktionen werden durch Bewegung des Nunchuk (Itemwechsel und Megaschüttler) bzw. der Wii-Remote (Blutgrätsche) ausgelöst.
Der Pointer der Wii-Remote wird dazu verwendet, um Megaschüsse als Torwart abzuwehren. (Erklärung der Megaschüsse siehe unter „Spielerische Elemente“.)
Sämtliche andere Aktionen werden durch das Betätigen von Knöpfen des Nunchuk oder Wii-Remote ausgelöst.

### Spielerische Elemente

#### Schüsse
Mit Schüssen erzielt man Tore. Normale Schüsse, Mega- und Trickschüsse können jeweils nur in der gegnerischen Hälfte abgegeben werden. Drückt man in der eigenen Hälfte auf den Schussknopf, so klärt der Spieler den Ball, indem er den Ball im hohen Bogen nach vorne schießt.
Drückt man in Form des Kapitäns oder anderer Feldspieler in Ballbesitz lange genug auf den Schussknopf, so werden Mega- bzw. Trickschüsse ausgelöst.
Startet man einen Megaschuss durch den Kapitän, so beginnt ein kleines Minispielchen, bei dem der Spieler versuchen muss, 2 Balken in 2 orangen Bereichen zum Stehen zu bringen. Im Idealfall werden dann 6 Bälle mit hoher Geschwindigkeit aufs gegnerische Tor geschossen, im schlechtesten Fall sind dies nur 3 langsame Bälle. Der Gegner muss nun versuchen, als Torwart diese Bälle mithilfe der Pointer-Funktion der Wii-Remote zu stoppen.
Bei Trickschüssen durch die anderen Teamkameraden wird meist der gegnerische Torwart außer Gefecht gesetzt oder behindert, so dass es danach leichter fällt, ein Tor zu erzielen.

#### Aufladen des Balles
Der Ball wird durch häufiges Passen oder angetäuschte Schüsse aufgeladen. Hat der Ball einen lila Schimmer und ist somit gering aufgeladen, so ist die Wahrscheinlichkeit, dass dieser nach einem Schuss im Tor landet, geringer als bei einem weißen und somit stark aufgeladenen Ball.

#### Items
Items (oder auch Gegenstände genannt) erhält ein Spieler, wenn einer seiner Feldspieler, ohne in Ballbesitz zu sein, gefoult wurde oder den Schussknopf kurz vor Vollführung eines Trick- oder Megaschusses loslässt.
Liste der Items:
- (Koopa-)Panzer: Fliegen in der Regel geradeaus und werfen den Spieler zu Boden. Treten auch in Dreiergruppen auf. Die verschiedenen Farben zeigen jedoch andere Eigenschaften. Es gibt grüne, rote (zielsuchend), blaue (friert ein) und stachelige (prallen häufiger von der Bande ab) Panzer

- Bananenschale: lässt Spieler ausrutschen und hinfallen, tritt auch in Dreier- und Fünfergruppen auf.

- Bob-ombs: Bomben, die den Gegner durch die Luft wirbeln lassen, tritt auch in Dreier- und Fünfergruppen auf.

- Kettenhund: greift jeden Gegner an, den er erwischen kann.

- Pilz: sorgt für einen Geschwindigkeitsschub bei einem Spieler.

- Stern: Macht für kurze Zeit einen Spieler unverwundbar und sorgt für einen Geschwindigkeitsschub. Berührte Gegner sind kurzzeitig benommen.

## Spielmodi
Das Spiel bietet 5 verschiedene Spielmodi. Hierzu zählen das Trainingslager, der Dominanz-Modus, Nintendo Wi-Fi Connection, der Weg zum Strikerpokal und die Striker Challenges. Dazu gesellen sich noch die Optionen zum Einstellen der Spieloptionen und die Ruhmeshalle, in der der bisherige Spielverlauf dokumentiert wird.

### Trainingslager
Das Trainingslager ist eine Art Tutorial. Hierbei werden in 10 verschiedenen Szenarien die verschiedenen Steuerungs- und Taktikkniffe erlernt.

### Dominanzmodus
Hier können Spieler festlegen, mit welcher Schwierigkeit (1–5), Spielserienlänge (1–9) und Spielart (Minuten: 2–5, Tore: 3–10) sie spielen möchten und ob Cheats erlaubt sind oder nicht. Es können 2 gegen 2, 1 gegen 1 oder 3 gegen 1 menschlichen Spieler spielen. Außerdem können 1 bis 3 menschliche Spieler gegen den Computer antreten.

### Nintendo Wi-Fi Connection
Hierbei handelt es sich um einen Onlinemodus. Man kann Punktspiele gegen einen Zufallsgegner oder Freundschaftsspiele gegen Spieler aus der Freundesliste bestreiten. Bei Spielen gegen Zufallsgegner wird jeweils eine Serie mit 3 Spielen à 3 Minuten ohne Cheats bestritten. Der Spieler, der 2 Spiele gewinnt, hat diese Serie dann gewonnen. Man erhält einen Punkt pro geschossenem Tor (maximal jedoch 10), 10 Punkte für jeden Sieg und 1 Punkt für jede Niederlage. Die Punkte werden in einer Rangliste, die wöchentlich zurückgesetzt wird, vermerkt. Der beste Spieler des Tages erscheint im Auswahlmenü des Modus als Mii-Avatar. Dazu stehen auch alle Kapitäne zur Verfügung.
Freundschaftsspiele verhalten sich analog zum Dominanzmodus, und man bestreitet sie gegen Leute aus seiner Freundesliste. Man erhält dabei keinerlei Punkte.

### Der Weg zum Strikerpokal
Hierbei muss der Spieler 3 verschiedene Pokale (Feuer-, Kristall- und Strikerpokal) in einer bestimmten Reihenfolge gewinnen. Alle 3 Pokale bieten einen Modus mit Tabelle und anschließender Ko-Runde. Lediglich die Anzahl und Schwierigkeit der Gegner unterscheidet sich hier. Nach Bestehen der Ko-Runde muss gegen den Titelverteidiger gespielt werden, um den Pokal zu gewinnen. Pro Pokal lassen sich außerdem Goldstiefel- (für die meisten Tore aller Teams) und die Mauertrophäe (für die wenigsten Gegentore aller Teams) gewinnen. Diese Trophäen schalten Arenen, die man bereits im Einzelspielermodus bespielen durfte, für den Dominanz-Modus frei. Für das erstmalige Gewinnen eines Pokals im Einzelspielermodus erhält man einen neuen Kapitän.

### Striker Challenges
Der Spieler wird vor 12 verschiedene Aufgaben (gewinnen ohne Gegentor etc.) gestellt und muss mit vorgegebenen Teams diese lösen. Pro gelöste Aufgabe wird ein Cheat freigespielt.

## Spielfiguren
Ein Team besteht aus 1 Kapitän, 3 Teamkameraden und 1 Torwart. Der Kapitän spielt dabei immer im Sturm. Von den Teamkameraden spielt einer in der Abwehr und 2 im Mittelfeld. Für jede Position kann ein anderer Teamkamerad gewählt werden. Alle Spieler haben 4 verschiedene Attribute (Bewegung, Schießen, Passen und Verteidigung) und gliedern sich in 5 verschiedene Spielertypen.
- Ausgewogene Spieler bieten bei jedem Attribut mittlere Werte.

- Spielmacher sind schnell und können gut passen, haben jedoch schlechte Verteidigungs- und Schusswerte.

- Spieler vom Typ „Verteidigung“ sind schnell und haben eine gute Verteidigung, haben jedoch schlechte Pass- und Schusswerte.

- Spieler vom Typ „Stärke“ haben gute Verteidigungs- und Schusswerte, haben jedoch schlechte Pass- und Bewegungswerte.

- Spieler vom Typ „Angriff“ haben gute Pass- und Schusswerte, haben jedoch schlechte Verteidigungs- und Bewegungswerte.

Der Torwart mit Namen Kritter ist in jedem Team enthalten und nicht austauschbar. Jeder Spieler hat außerdem eine eigene Finte.

### Kapitäne
Kapitäne haben jeweils ein spezielles Item, welches nur von ihnen eingesetzt werden kann. Außerdem haben sie die Möglichkeit des Megaschusses.
- Mario ist ausgewogen und hat als Kapitänsitem „Super Mario“, welches ihn wachsen lässt und somit beinahe unangreifbar für Tacklings und Grätschen macht. Außerdem erhöhen sich seine Schusswerte. Setzt er zum Megaschuss an, schrumpft er und wird wieder angreifbar. Seine Finte ist ein Ausweichschritt.

- Luigi ist ausgewogen und hat als Kapitänsitem „Super Luigi“, welches in wachsen lässt und somit beinahe unangreifbar für Tacklings und Grätschen macht. Außerdem erhöhen sich seine Schusswerte. Setzt er zum Megaschuss an, schrumpft er und wird wieder angreifbar. Seine Finte ist ein Ausweichschritt.

- Peach ist vom Typ „Spielmacher“. Ihr Kapitänsitem „Standbild“ lässt Gegner in nächster Nähe für kurze Zeit bewegungsunfähig machen. Bei ihrer Finte macht sie einen Salto und weicht somit Attacken des Gegners aus.

- Donkey Kong ist vom Typ „Stärke“. Sein Kapitänsitem „Donnerschlag“ lässt Gegner umherwirbeln und in Elektrozäunen landen. Außerdem verliert der Torwart kurzzeitig den Ball, und das Spielfeld neigt sich zu einer Seite. Er klopft bei seiner Finte auf seine Brust. Dies wirft den Gegner um, wenn er sich in der Nähe befindet.

- Waluigi ist vom Typ „Verteidigung“. Sein Kapitänsitem „Wall-Luigi“ sorgt für eine kurzzeitig undurchdringbare Mauer. Als Finte beherrscht er das „Beamen“, d. h., er verschwindet kurzzeitig und taucht ein paar Meter weiter in Laufrichtung wieder auf. Je höher die Ladung des Balles, desto weiter die Entfernung, die zurückgelegt wird.

- Wario ist vom Typ „Angriff“. Sein Kapitänsitem „Stinkbombe“ sorgt für eine grüne Wolke, wodurch bei Spielern, die hineingeraten, die Steuerung invertiert wird. Bei seiner Finte springt er in die Luft und vollführt den „Butt-Smash“. Dies wirft den Gegner um, wenn er sich in der Nähe befindet.

- Bowser ist vom Typ „Stärke“. Sein Kapitänsitem „Feueratem“ lässt ihn Feuer spucken, um damit Gegner anzubrennen. Diese werden dann unkontrollierbar. Beim Torwart sorgt dies für verbrannte Handschuhe, wodurch dieser Bälle nicht mehr festhalten kann. Bei seiner Finte zieht er sich in seinen Panzer zurück. Berührt ein Gegner ihn dabei, wird dieser umgeworfen.

- Yoshi ist ausgewogen. Sein Kapitänsitem „Eierroller“ lässt ihn zum Ei werden, und er kann somit Gegner umrollen. Als einziger Kapitän kann Yoshi sein Tackling auf Distanz anwenden und muss den Gegner dabei nicht berühren. Seine Finte ist ein Ausweichschritt.

- Daisy ist vom Typ „Verteidigung“. Ihr Kapitänsitem „Kristallring“ wirft Gegner in nächster Nähe um und den Ball aus den Händen des Torwarts. Als Finte beherrscht sie das „Beamen“, d. h., sie verschwindet kurzzeitig und taucht ein paar Meter weiter in Laufrichtung wieder auf. Je höher die Ladung des Balles, desto weiter die Entfernung, die zurückgelegt wird.

- Bowser jr. ist vom Typ „Angriff“. Sein Kapitänsitem „Ultraschrei“ lässt Gegner schrumpfen und langsamer werden. Der Torwart ist hiervon nicht betroffen. Bei seiner Finte springt er in die Luft, und wenn er am Boden ankommt, wirft dies den Gegner um, wenn er sich in der Nähe befindet.

- Diddy Kong ist vom Typ „Spielmacher“. Sein Kapitänsitem „rote Karte“ erzeugt einen Lichtkegel, und jeder Spieler, der in diesen gerät, wird kurzzeitig vom Spielfeld genommen. Bei seiner Finte macht er einen Salto und weicht somit Attacken des Gegners aus.

- Mutant-Tyranha ist vom Typ „Stärke“. Sein Kapitänsitem „Dreckschleuder“ lässt ihn Schlamm spucken. In diesem bewegen sich alle Spieler außer er selbst langsamer. Als Finte bleibt er stehen und wackelt mit seinem Kopf. Berührt ein Gegner ihn dabei, wird dieser umgeworfen.

### Teamkameraden
- Koopa ist ausgewogen. Sein Trickschuss „Powerpanzer“ umhüllt den Ball mit einem Tonpanzer und betäubt den Torwart. Der Ball springt in einer beliebigen Richtung vom Torwart aus weg. Ein Nachschuss sorgt für ein sicheres Tor. Seine Finte ist ein Ausweichschritt.

- Toad ist vom Typ „Spielmacher“. Sein Trickschuss „Feuermeteor“ verbrennt dem Torwart die Handschuhe, so dass dieser keine Bälle mehr festhalten kann. Trifft er damit einen Spieler, wird dieser unkontrollierbar. Gelegentlich lässt sich damit auch direkt ein Tor erzielen. Bei seiner Finte macht er einen Salto und weicht somit Attacken des Gegners aus.

- Knochentrocken ist vom Typ „Verteidigung“. Sein Trickschuss „Shocker“ betäubt den Torwart durch einen elektrischen Schock. Der Ball fliegt danach direkt zu ihm zurück. Ein Nachschuss sorgt für ein sicheres Tor. Als Finte beherrscht er das "Beamen", d. h., er verschwindet kurzzeitig und taucht ein paar Meter weiter in Laufrichtung wieder auf. Je höher die Ladung des Balles, desto weiter die Entfernung, die zurückgelegt wird.

- Monty Maulwurf ist vom Typ „Stärke“. Sein Trickschuss „Tunnelbohrer“ lässt ihn zum Torwart durchgraben. Im richtigen Abstand betäubt er diesen und erzielt ein sicheres Tor. Als Finte gräbt er sich ein. Wenn er wieder aus der Erde hochkommt und ein Spieler in der Nähe steht, wird dieser umgeworfen

- Birdo ist vom Typ „Stärke“. Ihr Trickschuss „Extrem-Ei“ hüllt den Ball in ein Ei, welches den Torwart umwirft und direkt ins Tor geht. Allerdings darf sich kein Spieler in der Flugbahn des Balles befinden. Als Finte dreht sie sich. Berührt ein Spieler sie dabei, wird dieser umgeworfen.

- Der Hammer-Bruder ist vom Typ „Angriff“. Sein Trickschuss „Hammerwurf“ betäubt den Torwart und Spieler mit Hämmern, die sich in der Flugbahn des Balles befinden. Anschließend schießt er automatisch. Dies sorgt für ein sicheres Tor, wenn der Trickschuss im richtigen Abstand angewandt wird. Als Finte hämmert der Hammer-Bruder in eine Richtung. Befindet sich ein Gegner in der Nähe, so wird dieser betäubt.

- Shy Guy ist ausgewogen. Sein Trickschuss „Kugelwilli-Bombe“ lässt ihn auf einer Kugel-Willi in Richtung Tor reiten. Trifft er auf den Torwart, explodiert die Kugel-Willi und betäubt den Torwart und Spieler, die sich in der Nähe befinden. Shy Guy kommt jedoch als erster zu sich und kann somit ohne Gegenwehr ins Tor schießen. Als Finte beherrscht er den Ausweichschritt.

- Buu Huu ist vom Typ „Spielmacher“. Bei seinem Trickschuss umhüllt er den Ball und fliegt mit diesem durch den Torwart ins Tor. Im richtigen Abstand ist dies ein sicheres Tor. Als Finte beamt er sich. Allerdings im Gegensatz zu Waluigi, Daisy und Knochtrocken unabhängig von der Ladung des Balles immer über die gleich weite, kurze Distanz. Außerdem braucht er eine gewisse Zeit, um die Finte erneut auszuführen.

## Stadien
Insgesamt gibt es 17 Stadien. 10 neue und 7 aus dem Vorgänger übernommene Stadien, die als Klassiker im Spiel gekennzeichnet sind.
Grundsätzlich gibt es dabei Stadien mit Stadionevents und ohne. Stadionevents machen das Spiel hektischer und teilweise zur Glückssache, daher wird bei offiziellen Turnieren der Consoles Sports League auf diese verzichtet.
Bei der Gewitterinsel fliegen beispielsweise Kühe übers Spielfeld und reißen Spieler in die Tiefe. Ähnlich hektisch verhält es sich bei anderen Stadien mit Stadionevents (Gewitterinsel, Wüstengruft, Lavagrube, Ödland, Kristallcanyon und Sturmschiffstadion).
Die Stadien unterscheiden sich jedoch auch in ihrer Oberfläche. Diese sorgt je nach Stadion für eine erhöhte oder erniedrigte Passgeschwindigkeit. Es gibt grundsätzlich drei verschieden schnelle Oberflächen.
- Langsame Oberfläche (meist Rasen): Pilz-Stadion, Kraterarena, Schlossgarten und Schlammloch

- Normale Oberfläche (meist Stein): Gewitterinsel, Ödland, Sturmschiff-Stadion, Asteroiden-Stadion, Schlachtfeld, Konga-Arena, Röhrenarena und Unterweltarena

- Schnelle Oberfläche (Gummi & Stein): Wüstengruft, Klassenzimmer, Lavagrube, Kristallcanyon und Bowser-Arena

## Diverses
- Das Spiel wurde bei der Veröffentlichung mit dem damaligen Fußballnationalspieler Philipp Lahm in Fernsehwerbespots beworben.[6][7][8]
- Mario Strikers Charged Football war das erste Wii-Spiel, welches in die 2006 gegründete Consoles Sports League, einem Konsolenableger der Electronic Sports League, aufgenommen wurde. Die Ladder startete am 20. Juli 2007.[9]
- Es wurden weltweit mehr als 1,70 Millionen Exemplare des Spiels verkauft. (Stand: März 2008)[10][11]
- Das Spiel erhielt in der Fachpresse relativ gute Wertungen. Sowohl metacritic.com als auch gamerankings.com geben eine Durchschnittswertung von 79 % an[12][13]. Im deutschsprachigen Raum waren die Reviews mit 83/100 Punkten auf critify.de minimal besser[14].
- Das Spiel war eines der wenigen, bei dem die Veröffentlichung in Europa vor der in Nordamerika und Japan stattfand.